# Институт технологических исследований штата Сан-Паулу
Институт технологических исследований штата Сан-Паулу (порт. Instituto de Pesquisas Tecnológicas do Estado de São Paulo, IPT) — научно-исследовательский институт в городе Сан-Паулу, Бразилия. Институт был основан в 1899 году как Лаборатория сопротивления материалов Политехнической школы USP. Сейчас это один из крупнейших и важнейших научно-исследовательских институтов страны. Институт сотрудничает с Секретариатом развития штата Сан-Паулу, проводя административную координацию, и уделяет значительное внимание публичной политике.
IPT занимает площадь около 94 тыс. м ² лабораторий и других помещений, расположенных в 62 зданиях, 72 лабораториях и 25 отделах на территории Университетского городка Арманду ди Саллеса Оливейры в Сан-Паулу.
Институт административно делится на 14 технических подразделений:
- Центр морской инженерии (Centro de Engenharia Naval e Oceânica);
- Центр интегрированных струкрур и оборудования (Centro de Integridade de Estruturas e Equipamentos);
- Центр метрологии жидкостей (Centro de Metrologia de Fluidos);
- Центр метрологии в химии (Centro de Metrologia em Química);
- Центр механической и электрической метрологии (Centro de Metrologia Mecânica e Elétrica);
- Центр работ по инфраструктуре (Centro de Obras de Infra-Estrutura);
- Центр информационных технологий, автоматизации и мобильности (Centro de Tecnologia da Informação, Automação e Mobilidade);
- Центр технологии процессов и продуктов (Centro de Tecnologia de Processos e Produtos);
- Центр технологии лесных ресурсов (Centro de Tecnologia de Recursos Florestais);
- Центр технологий окружающей среды (Centro de Tecnologias Geoambientais);
- Центр технологий индустрии моды (Centro Tecnológico da Indústria da Moda);
- Центр технологий искусственной среды (Centro Tecnológico do Ambiente Construído);
- Ядро технологического обслуживания малого бизнеса (Núcleo de Atendimento Tecnológico à Micro e Pequena Empresa);
- Ядро экономики и управления технологиями (Núcleo de Economia e Administração de Tecnologia).

В IPT работают около 511 исследователей, 405 инженеров, 115 работников служб обслуживания, 255 административных работников, 310 молодых ученых, 647 независимых сотрудников, всего 2200 человек.